# Kupferbach (Berka)
Der Kupferbach ist ein südwestlicher und rechter Zufluss der Berka im hessischen Werra-Meißner-Kreis (Deutschland), der − je nachdem welchen Quellbach man mitmisst − 5,8 km bzw. 7,2 km lang ist.
Der Bach verläuft in der Gemeinde Meißner ausschließlich im Geo-Naturpark Frau-Holle-Land (Werratal.Meißner.Kaufunger Wald) und gehört zum Flusssystem der Weser.

## Verlauf
Der Kupferbach entspringt auf der Ostflanke des Bergmassivs Hoher Meißner. Sein nordwestlicher Quellbach entsteht in landwirtschaftlich genutztem Gebiet nordwestlich von Vockerode auf rund 345 m ü. NHN und der südwestliche Quellbach westlich von Vockerode im südsüdöstlich unterhalb der Kalbe befindlichen Schwalbenthal auf zirka 490 m Höhe.
Der Kupferbach fließt vorwiegend in östliche Richtungen. Seine kurzen Quellbäche vereinigen sich in Vockerode auf etwa 280 m Höhe. Danach verläuft der Bach – die „Unter-“ und „Papiermühle“ passierend – unmittelbar nordwestlich vorbei an Abterode und dann an der „Dammühle“ und der etwas östlich abseits gelegenen Grube Gustav, einem heute als Besucherbergwerk betriebenen ehemaligen Kupferbergwerk.
Etwa 1,2 km vor der Mündung des Kupferbachs in die Berka steht die „Kupperbach-Bruck“. Gebaut wurde diese Brücke Anfang des 20. Jahrhunderts, um den von etwa 1900 bis 1967 aus der „Grube Gustav“ geförderten Schwerspat nach Berkatal zur Weiterverarbeitung zu bringen. Die Schriftstellerin Helene Brehm übernahm damals die Patenschaft für dieses noch heute befahrbare Bauwerk.
Schließlich mündet der Kupferbach im Höllental zwischen dem Forsthaus „Schmelzhütte“, wo einst das Kupfererz verhüttet wurde, im Westen und dem Gasthaus „Frau Holle“ im Osten rechtsseitig auf etwa 190 m Höhe in den westlichen Werra-Zufluss Berka.

## Wissenswertes
Auf seinem Weg verliert der Kupferbach von seiner am weitesten entfernten Quelle (südwestliche) etwa 300 m Höhenunterschied, was bei einer Flusslänge von 7,2 km einem mittleren Sohlgefälle von 41,67 ‰ entspricht. Das Einzugsgebiet hat eine Größe von 10,572 km².
Aufgrund der Reinheit des Wassers im Kupferbach findet man hier das seltene Bachneunauge, Flusskrebse, zahlreiche Forellen, sowie seltene Wasser- und Uferpflanzen.